# Florești (Prahova)
Pour les articles homonymes, voir Florești.
Florești est une commune roumaine du județ de Prahova, dans la région historique de Valachie et dans la région de développement du Sud.

## Géographie
La commune de Florești est située dans l'ouest du județ, sur la rive gauche de la Prahova, dans les premières collines des Carpates, à 4 km à l'ouest de Băicoi et à 24 km au nord-ouest de Ploiești, le chef-lieu du județ.
Elle est composée des cinq villages suivants (population en 1992) :
- Cap Roșu (320) ;
- Călinești (432) ;
- Cătina (1 328) ;
- Florești (4 951), siège de la commune ;
- Novăcești (728).

## Politique
Le Conseil Communal de Florești compte 15 sièges de conseillers. À l'issue des élections locales de juin 2008, Eugen Eduard David (PNL) a été élu maire de la commune.
| Parti                        | Nombre de conseillers |
| ---------------------------- | --------------------- |
| Parti national libéral (PNL) | 15                    |

## Religions
En 2002, la composition religieuse de la commune était la suivante :
- Chrétiens orthodoxes, 90,90 % ;
- Pentecôtistes, 6,16 % ;
- Chrétiens évangéliques, 1,32 % ;
- Adventistes du septième jour, 0,64 %.

## Démographie
En 2002, la commune comptait 7 455 Roumains (97,65 %) et 169 Tsiganes (2,21 %). On comptait à cette date 2 255 ménages et 2 335 logements.
| 1992  | 2002  | 2007  |
| ----- | ----- | ----- |
| 7 759 | 7 634 | 7 610 |

## Éducation
Florești possède 3 écoles maternelles et 5 écoles élémentaires-collèges.

## Économie
L'économie de la commune repose sur l'agriculture, l'extraction du pétrole et de houille. Une usine de caoutchouc synthétique est implantée dans la commune.

## Communications

### Routes
Florești est située sur la route nationale DN1 (Route européenne 60) Bucarest-Ploiești-Brașov.

### Voies ferrées
Florești est desservie par la ligne 300 des Chemins de Fer Roumains (Căile Ferate Române) Bucarest-Ploiești-Brașov.

## Lieux et monuments
- Église orthodoxe de la Dormition de la Vierge datant de 1640, avec des fresques de Pârvu Mutu de 1700.

- Église de la Sainte Trinité de 1887, avec des peintures de Gheorghe Tattarescu.

- Manoir Mavros Cantacuzino de 1821-1825.

- Ruines du Palais de Petit Trianon (1910-1916), construit en style néo-classique français sur la volonté du prince Gheorghe Grigore Cantacuzino, resté inachevé, dévasté par les vols, pillages pendant les deux guerres mondiales et par tous les habitants de la région.